# Czytelnia dla wszystkich
Czytelnia dla wszystkich – polskie wydawnictwo, wydawało najnowsze wydawnictwa powieściowe polskie, rosyjskie, francuskie, niemieckie, angielskie i włoskie, jak również dzieła 
poważne i książki dla młodzieży i dzieci. 
Od 1898 do 1905 Aleksander Pajewski zaczął wydawać w Warszawie tygodnik Czytelnia dla wszystkich: tygodnik literacko-powieściowy dla rodzin polskich. Wydawnictwo mieściło się na Niecałej 12 w Warszawie. Od 1904 miało podtytuł tygodnik ilustrowany poświęcony nauce, literaturze, polityce i życiu bieżącemu. Ostatni numer ukazał się 29 czerwca 1905, z dniem 1 lipca czasopismo zostało zawieszone.
Publikował tam  m.in. Janusz Korczak pomiędzy 1898-1901.